# Сюрирей, Жак Симон Аман
Жак Симон Аман Сюрирей (фр. Jacques Simon Amand Suriray; 28 июля 1769 — 4 марта 1846) — французский врач и натуралист.

## Биография
Жак Сюрирей родился в 1769 году в Нижней Нормандии близ города Кан в семье майора артиллерии Симона Сюрирея. В 1793 году в возрасте 23 лет участвовал в Вандейском мятеже в качестве врача повстанческой армии. В дальнейшем вёл медицинскую практику: сперва — в Тюри-Аркур, а с 1807 по 1835 год — в Гавре, куда был приглашён другом и коллегой Жульеном Рене Лешеврелем (фр. Julien René Lechevrel). В том же году Сюрирей женился на уроженке Гавра Мари Мадлен Фуаш (фр. Marie Madeleine Fouache). На разных этапах врачебной карьеры занимал должности хирурга, главного врача и районного врача по вопросам эпидемий, состоял в общественном комитете здоровья. В 1835 году в возрасте 66 лет Сюрирей оставил медицину и переехал в Париж. В последующие годы он путешествовал в Пиренеях и Альпах, исследуя местную флору, горячие источники и культурные памятники.

## Вклад в науку
Исследования Сюрирея затрагивали разные области биологии — от морфологии человеческого черепа и месмеризма до исследований тока жидкости в древесине. Особый интерес он проявлял к морскому планктону, в частности — к явлению свечения моря, связанного со вспышками численности ночесветок. Сюрирей первым обнаружил совпадение периодов интенсивного свечения моря, вспышек холеры и мора рыбы. Другое его открытие касается паразитических веслоногих раков: описав личиночные стадии представителей линнеевского рода Lernaea, он впервые высказал гипотезу о принадлежности их к ракообразным, а не к моллюскам или червям, как считали ранее. Позже эта идея была популяризована Анри Бленвилем. Исследования морской фауны в районе Гавра Сюрирей проводил совместно с Франсуа Пероном и Шарлем Лесюёром.

## Признание заслуг
В честь Жака Сюрирея названы два вида — веслоногий рак Lernaeocera surriraiis и сцифомедуза Aurelia suriray (позже оба названия сведены в синонимы), а также род диатомовых водорослей Surirella. Кроме того, его именем названа одна из улиц Гавра — улица доктора Сюрирея (фр. Rue Docteur Suriray).